# Канда, Кацуо
Кацуо Канда (яп. 神田 勝夫 Канда Кацуо, род. 21 июня 1966, Ниигата) — японский футболист.

## Карьера
На протяжении своей футбольной карьеры выступал за клубы «NKK», «Сересо Осака», «Иокогама Ф. Маринос», «Альбирекс Ниигата».

## Национальная сборная
В 1995 году сыграл за национальную сборную Японии 1 матч, против сборной Эквадора.

## Статистика за сборную
| Сборная Японии | Сборная Японии | Сборная Японии |
| Год            | Матчи          | Голы           |
| -------------- | -------------- | -------------- |
| 1995           | 1              | 0              |
| Итого          | 1              | 0              |